# Hugo Ekitike
Hugo Ekitike (Angers, 20 giugno 2002) è un calciatore francese, attaccante del Liverpool e della nazionale  Under-21 francese.

## Biografia
Nato ad Angers, ha origini camerunesi da parte di padre e francesi da parte di madre.

## Caratteristiche tecniche
È un centravanti che può essere impiegato anche come ala sinistra.

## Carriera

### Club

#### Gli inizi, Stade Reims e Vejle
Calcisticamente cresciuto nel settore giovanile dello Stade Reims, debutta in prima squadra il 17 ottobre 2020 in occasione della partita di Ligue 1 persa per 1-3 contro il Lorient allo stadio Auguste-Delaune.
Il 29 gennaio 2021 viene ceduto in prestito ai danesi del Vejle, con cui disputa undici partite realizzando tre gol.
Una volta rientrato dal prestito, nella stagione 2021-2022 si mette in mostra tra i giovani della Ligue 1, segnando dieci reti e contribuendo alla salvezza dello Stade Reims.

#### PSG e  Eintracht Francoforte
Il 16 luglio 2022 viene acquistato dal Paris Saint-Germain dallo Stade Reims con la formula del prestito con obbligo di riscatto fissato a 35 milioni di euro. Debutta in campionato il 6 agosto 2022 contro il Clermont Foot ed il successivo 11 ottobre in campo europeo contro il Benfica, nel pareggio per 1-1 di Champions League. Nella squadra parigina riesce a segnare 4 goal in 32 partite disputate, chiudendo la stagione con la vittoria del campionato. Nel giugno 2023 viene riscattato a titolo definitivo.
Dopo aver iniziato la stagione con i francesi, il 1º febbraio 2024, viene ceduto in prestito con diritto di riscatto all'Eintracht Francoforte. Il 26 aprile seguente il club tedesco decide di esercitare l'opzione d'acquisto, versando la cifra di 16,5 milioni di euro ai parigini e facendo sottoscrivergli  un contratto fino al 30 giugno 2029. Lascia i tedeschi dopo un anno e mezzo, durante il quale ha segnato 24 reti in 64 partite.

#### Liverpool
Il 23 luglio 2025 viene acquistato a titolo definitivo per 95 milioni di sterline dal Liverpool.

### Nazionale
Visto le sue origini, Ekitike ha potuto scegliere se giocare per la Francia o per il Camerun; alla fine ha optato per i transalpini, rappresentando la Francia Under-20.

## Statistiche

### Presenze e reti nei club
Statistiche aggiornate al 15 agosto 2025.
| Stagione                     | Squadra                      | Campionato                   | Campionato | Campionato | Coppe nazionali | Coppe nazionali | Coppe nazionali | Coppe continentali | Coppe continentali | Coppe continentali | Altre coppe | Altre coppe | Altre coppe | Totale | Totale |
| Stagione                     | Squadra                      | Comp                         | Pres       | Reti       | Comp            | Pres            | Reti            | Comp               | Pres               | Reti               | Comp        | Pres        | Reti        | Pres   | Reti   |
| ---------------------------- | ---------------------------- | ---------------------------- | ---------- | ---------- | --------------- | --------------- | --------------- | ------------------ | ------------------ | ------------------ | ----------- | ----------- | ----------- | ------ | ------ |
| 2020-gen. 2021               | Stade Reims                  | L1                           | 2          | 0          | CF              | 0               | 0               |                    | -                  | -                  |             | -           | -           | 2      | 0      |
| gen.-giu. 2021               | Vejle                        | SL                           | 11         | 3          | CD              | 0               | 0               |                    | -                  | -                  |             | -           | -           | 11     | 3      |
| 2021-2022                    | Stade Reims                  | L1                           | 24         | 10         | CF              | 2               | 1               |                    | -                  | -                  |             | -           | -           | 26     | 11     |
| Totale Stade Reims           | Totale Stade Reims           | Totale Stade Reims           | 26         | 10         |                 | 2               | 1               |                    | -                  | -                  |             | -           | -           | 28     | 11     |
| 2022-2023                    | Paris Saint-Germain          | L1                           | 25         | 3          | CF              | 3               | 1               | UCL                | 4                  | 0                  | SF          | -           | -           | 32     | 4      |
| 2023-feb. 2024               | Paris Saint-Germain          | L1                           | 1          | 0          | CF              | 0               | 0               | UCL                | 0                  | 0                  | SF          | 0           | 0           | 1      | 0      |
| Totale Paris Saint-Germain   | Totale Paris Saint-Germain   | Totale Paris Saint-Germain   | 26         | 3          |                 | 3               | 1               |                    | 4                  | 0                  |             | -           | -           | 33     | 4      |
| feb.-giu. 2024               | Eintracht Francoforte        | BL                           | 14         | 4          | CG              | 0               | 0               | UECL               | 2                  | 0                  |             | -           | -           | 16     | 4      |
| 2024-2025                    | Eintracht Francoforte        | BL                           | 33         | 16         | CG              | 3               | 3               | UEL                | 10                 | 4                  |             | -           | -           | 46     | 23     |
| Totale Eintracht Francoforte | Totale Eintracht Francoforte | Totale Eintracht Francoforte | 47         | 20         |                 | 3               | 3               |                    | 12                 | 4                  |             | -           | -           | 62     | 27     |
| 2025-2026                    | Liverpool                    | PL                           | 1          | 1          | FACup+CdL       | -               | -               | UCL                | -                  | -                  | CS          | 1           | 1           | 2      | 2      |
| Totale carriera              | Totale carriera              | Totale carriera              | 111        | 37         |                 | 8               | 5               |                    | 16                 | 4                  |             | 1           | 1           | 135    | 47     |

## Palmarès
- Campionato francese: 1

Paris Saint-Germain: 2022-2023
- Supercoppa francese: 1

Paris Saint-Germain: 2023